# Boin
《boin》是日本Crossnet-Pie在2004年9月24日发售的成人遊戲。2005年開始發售OVA。2007年3月16日發售同世界觀設定的新作《度假村Boin》。

## 登場人物
一条大介（声：中本伸輔（OVA））
本作男主角。私立衣更學園的新任老師。
飯井原奈绪（声：金田まひる）
大介的表妹。胸围102cm（G）。
筑紫野貢（声：成濑未亚）
筑紫野財閥的大小姐，奈绪的親友。胸围89cm（E）。
衣更透子（声：内野ぽち）
大介的表姊，衣更學園的老師兼學年主任。胸围116cm（K）。
幕張夏子（声：春名有美）
衣更學園的校醫，胸围119cm（K）。
麗華（声：椎名玲子）
大介的祖母，衣更學園的理事長。

## 制作人员
- 企画：八宝備仁
- 原画：八宝備仁、はしばみ
- 劇本：涩谷五壹、さえぐさのぞみ

## 主題歌

作詞、作曲、編曲：大田雄一，歌：内野ぽち

## OVA
由Milky发售OVA成人動畫，全部共2卷。

### 發售日
- boin レクチャー1（2005年8月25日）
- boin レクチャー2（2006年1月25日）

### 制作人员
- 原作：Crossnet-Pie、happobi
- 監督：粟井重紀
- 劇本：そぞろ童子
- 演出・分鏡：一文字マリア
- 作画監督：山本道隆、朴大熱
- 色指定：虻川康之
- 撮影：スタジオウッド
- 編集：加納美樹
- 编导：村上幸太郎、渡来猛人
- 动画制作：シンデバンフィルム
- 制作：イメージハウス
- 製作：Milky

## 評價
根據有限公司Peaks曾發行的業界報《PC NEWS》所公佈的日本全國美少女遊戲銷售量排行榜，《Boin》在首次推出後排名於第三名。

## 外部連結
- .   [2014-10-24]. （原始内容存档于2006-03-03）. （日語）

- MS PICTURES（页面存档备份，存于） （日語）
- 電脳CLUB（页面存档备份，存于） （日語）
- アンダーリップ （日語）